# خوزه ماریا پنیا

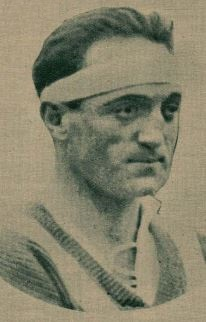
خوزه ماریا پنیا

خوزه ماریا پنیا (به اسپانیایی: José María Peña) بازیکن فوتبال اهل اسپانیا است که از سال ۱۹۲۱ تا ۱۹۳۰ میلادی عضو تیم ملی فوتبال اسپانیا بوده و در ۲۱ بازی ملی حضور داشته‌است. او در بازی‌های ملی‌اش ۱ گل به ثمر رساند.